# Nati nel 1574
| Questa pagina contiene informazioni ricavate automaticamente dalle voci biografiche con l'ausilio del template Bio e di un bot. L'aggiornamento è periodico e automatico e ricostruisce completamente la pagina. Se manca una persona in questa lista, sei pregato di non aggiungerla, ma accertati piuttosto che la sua voce biografica contenga il template Bio e che i dati anagrafici siano correttamente compilati. Se il template Bio manca, inseriscilo tu stesso o, in alternativa, metti l'avviso {{tmp\|Bio}} che ne segnala la mancanza. Se i dati riportati sono sbagliati, correggi direttamente la voce biografica; le modifiche saranno visibili in questa lista entro pochi giorni. Per chiarimenti vedi il progetto biografie. La lista contiene solo le 77 persone che sono citate nell'enciclopedia e per le quali è stato implementato correttamente il template Bio. Pagina aggiornata al 2 giu 2025. |

## Febbraio(3)
- 14 febbraio - Antonio Fermo, presbitero italiano († 1636)
- 14 febbraio - Caterina Gonzaga, nobile italiana († 1615)
- 20 febbraio - Elisabetta di Lorena, principessa francese († 1635)

## Marzo(4)
- 1º marzo - Yūki Hideyasu, militare giapponese († 1607)
- 5 marzo - Federico IV del Palatinato, nobile († 1610)
- 5 marzo - William Oughtred, matematico inglese († 1660)
- 19 marzo - Osta Morat, ammiraglio tunisino († 1640)

## Aprile(2)
- 6 aprile - Orazio Borgianni, pittore italiano († 1616)
- 26 aprile - Tommaso Caccini, predicatore italiano († 1648)

## Maggio(4)
- 2 maggio - Giovanna della Scala, nobildonna tedesca († 1644)
- 6 maggio - Papa Innocenzo X, papa, vescovo cattolico e cardinale italiano († 1655)
- 14 maggio - Francesco Rasi, compositore, poeta e tenore italiano († 1621)
- 30 maggio - Giulio Cesare Procaccini, pittore e scultore italiano († 1625)

## Giugno(1)
- 24 giugno - Marcus Sittikus von Hohenems, arcivescovo cattolico austriaco († 1619)

## Luglio(7)
- 1º luglio - Joseph Hall, vescovo anglicano, poeta e scrittore britannico († 1656)
- 2 luglio - Dorotea Maria di Anhalt, duchessa tedesca († 1617)
- 20 luglio - Wilhelm Kettler, duca lettone († 1640)
- 23 luglio - Balthasar I Moretus, tipografo e editore fiammingo († 1641)
- 24 luglio - Thomas Platter il Giovane, medico svizzero († 1628)
- 25 luglio - Alfonso de la Cueva-Benavides y Mendoza-Carrillo, diplomatico e cardinale spagnolo († 1655)
- 29 luglio - Girolamo Aleandro, letterato italiano († 1629)

## Agosto(4)
- 7 agosto - Robert Dudley, conte di Warwick, nobile, navigatore e cartografo inglese († 1649)
- 17 agosto - Giovanni Taddeo di Sant'Eliseo, vescovo cattolico spagnolo († 1633)
- 28 agosto - Federico IV di Brunswick-Lüneburg, duca († 1648)
- 28 agosto - Tsugaru Nobutake, militare giapponese († 1607)

## Settembre(3)
- 4 settembre - Thomas Gataker, teologo e religioso inglese († 1654)
- 18 settembre - Claudio Achillini, giurista e scrittore italiano († 1640)
- 29 settembre - Ludovic Stewart, II duca di Lennox, nobile e politico scozzese († 1624)

## Ottobre(1)
- 25 ottobre - François d'Escoubleau de Sourdis, cardinale e arcivescovo cattolico francese († 1628)

## Novembre(2)
- 10 novembre - Maria Cristina d'Asburgo, nobile († 1621)
- 12 novembre - Isabella Gonzaga, nobildonna italiana († 1593)

## Dicembre(6)
- 1º dicembre - Nicolas Coeffeteau, vescovo cattolico, teologo e storico francese († 1623)
- 12 dicembre - Adamo Venceslao di Teschen, duca († 1617)
- 12 dicembre - Anna di Danimarca, sovrana († 1619)
- 17 dicembre - Pedro Téllez-Girón, politico e militare spagnolo († 1624)
- 18 dicembre - Maria Anna di Baviera, nobile tedesca († 1616)
- 21 dicembre - Troilo III de' Rossi, condottiero italiano († 1593)

## Senza giorno specificato(40)
- Paolo Arese, vescovo cattolico e letterato italiano († 1644)
- Richard Barnfield, poeta inglese († 1620)
- Anthony-Maria Browne, II visconte Montagu, nobile e politico inglese († 1629)
- Diego Campanile, presbitero e francescano italiano († 1642)
- Lorenzo Campeggi, vescovo cattolico e diplomatico italiano († 1639)
- Baccio Ciarpi, pittore italiano († 1654)
- Flavia Damasceni Peretti, nobildonna italiana († 1606)
- Agnes Douglas, nobildonna scozzese († 1607)
- Giovanni Faber, botanico, medico e collezionista d'arte tedesco († 1629)
- Hendrik Faydherbe, scultore e poeta fiammingo († 1629)
- Feng Menglong, scrittore e poeta cinese († 1645)
- Robert Fludd, medico, alchimista e astrologo britannico († 1637)
- Lucas Franchoijs il Vecchio, pittore fiammingo († 1643)
- Thomas Francken, pittore fiammingo
- Marco Antonio Gozzadini, cardinale e vescovo cattolico italiano († 1623)
- Carl Carlsson Gyllenhielm, politico e militare svedese († 1650)
- Johannes van Heeck, naturalista e medico olandese († 1616)
- Paul Laymann, gesuita e giurista tedesco († 1635)
- Ottavio Magnanini, scrittore italiano († 1652)
- Matsukura Shigemasa, militare giapponese († 1630)
- Alessandro Mattei, abate e nobile italiano († 1630)
- Orazio Mattei, vescovo cattolico, diplomatico e nobile italiano († 1622)
- Michele Monaco, religioso e storico italiano († 1644)
- Tiberio Muti, cardinale e vescovo cattolico italiano († 1636)
- Vincenzo Napoli, vescovo cattolico italiano († 1648)
- Joan Anello Oliva, gesuita e scrittore italiano († 1642)
- William Percy, poeta e drammaturgo inglese († 1648)
- Pietro Nolasco Perra, prete italiano († 1606)
- Qin Liangyu, generale cinese († 1648)
- Iosif Rucki, arcivescovo cattolico bielorusso († 1637)
- Nicola Sabbatini, architetto e scenografo italiano († 1654)
- Piero Salvestrini, pittore italiano († 1631)
- Giulio Savelli, cardinale e arcivescovo cattolico italiano († 1644)
- Gérard Thibault d'Anvers, schermidore e scrittore belga († 1627)
- Francis Tregian il Giovane, scrittore e musicista inglese († 1619)
- Pietro Valier, cardinale e arcivescovo cattolico italiano († 1629)
- John Wilbye, compositore inglese († 1638)
- Matteo Zaccolini, pittore, presbitero e matematico italiano († 1630)
- Antonio Zara, vescovo cattolico italiano († 1621)
- Giuliano de' Medici, arcivescovo cattolico italiano († 1636)